# Rimantas Stankevičius
Rimantas Antanas-Antano Stankevičius – radziecki kosmonauta litewskiego pochodzenia, pilot-oblatywacz i pilot wyczynowy. Członek grupy kosmonautów wahadłowca Buran, którego był pilotem testowym. Jedyny Litwin w korpusie radzieckich kosmonautów.
W 1962 ukończył liceum nr 2, a w 1966 ukończył wyższą szkołę lotniczą w Czernihowie. W latach 1969–1973 służył jako pilot myśliwców w radzieckich garnizonach w NRD, Turkmenistanie i Egipcie (gdzie walczył z siłami izraelskimi). W 1975 ukończył szkołę pilotów-oblatywaczy przy ministerstwie przemysłu lotniczego z tytułem pilota-oblatywacza 4. klasy. Rok później zdobył 3. klasę. W 1979 – klasę drugą, a w 1982 – klasę 1. Wylatał ponad 4000 godzin na 57 typach samolotów.

## Udział w programie Buran
12 lipca 1977 został wyznaczony do specjalnej grupy oblatywaczy programu Buran (kosmonauta-oblatywacz). Jego zdolność do lotów kosmicznych potwierdzono 19 stycznia 1979. Od kwietnia 1979 do grudnia 1980 szkolił się w Centrum Wyszkolenia Kosmonautów im. J. Gagarina. W dniu 12 lutego 1982, jako jedyny Litwin w historii, dołączył do korpusu radzieckich kosmonautów.
W latach 1984–1989, w ramach prac nad wahadłowcem, odbył szereg prób i lotów testowych na modelu Burana (OK-GLI):
- kołowania próbne nr 1-5 i 9,
- loty próbne nr 1-5, 7, 8, 10, 11, 13, 16, 19, 23-25.

W lutym 1987 został dowódcą plutonu kosmonautów. W sierpniu 1988 został zastępcą dowódcy kosmonautów-oblatywaczy. We wrześniu 1989 otrzymał nagrodę zasłużonego pilota-oblatywacza ZSRR.
Był też wyznaczony do podstawowej załogi odwołanego lotu kosmicznego Sojuz TM-8A.
Zginął w katastrofie samolotu Su-27 w trakcie pokazów lotniczych we włoskim Salgareda, koło Treviso. Został pochowany w Kownie.